# Nipisat Loran-station (Qeqertarsuaq)
For Nipisat syd for byen Sisimiut, se Nipisat (ø, Sisimiut) og Nipisat (koloni, Sisimiut).
|  | For flere alternative betydninger af Nipisat, se Nipisat. |
69°26′47″N 54°12′21″V / 69.44639°N 54.20583°V
Nipisat Loranstation, som i 1954 blev opført på den sydvestlige del af øen Qeqertarsuaq (dansk: Disko) på Grønlands vestkyst, var i godt 20 år – frem til sin nedlæggelse i 1975 – en af de centrale loran-stationer, hvad angår navigations-betjeningen af fly og skibe, som var på vej til og fra den amerikanske militærbase Thule Air Base. Og for flyruterne mellem Europa og Amerika nord om Sovjetunionen, dvs over polarområderne, som SAS indledte allerede 20 nov 1952.
Loran-stationer udsender særlige radio-signaler, som kan bruges til navigering af fly og skibe ved hjælp af det amerikansk udviklede loran-navigationssystem. Betegnelsen "Loran" er et akronym for LOng RAnge Navigation.
Nipisat Loranstation var en af de i alt seks loran-stationer, som i forskellige perioder var i drift i Grønland i årene fra 1943 og frem til 1995. Den første loranstation i Grønland blev etableret i 1943 under 2. Verdenskrig af amerikansk militær ved bygden Narsaq Kujalleq (tidligere dansk navn: Frederiksdal) i Sydgrønland.

## Placering
Nipisat Loranstation lå på en halvø på den sydvestlige del af den store ø Qeqertarsuaq (dansk: Disko) midt på Grønlands vestkyst.
Stationen lå 34 km nordvest for byen Qeqertarsuaq (tidligere dansk navn: Godhavn) og 11 km vestsydvest for bygden Kangerluk (tidl. dansk navn: Diskofjord).
Mere præcist lå stationen på den lille (og i øvrigt ubeboede) halvø Maligiaq, som udgør den nordvestlige afslutning af den store halvø, der strækker sig mod vest på det sydlige Qeqertarsuaq og på hvis sydøstkyst byen Qeqertarsuaq (tidligere: Godhavn) ligger.
Halvøen Maligiaq er en godt 2 km2 stor, flad halvø, hvis kystlinie flere steder udgøres af en kystskrænt. Maligiaq afgrænses mod sydøst af bugten Nipisat (dansk: stenbiderne), som kom til at lægge navn til loran-stationen.

## Historie
I 1951-52 anlagde USA den amerikanske militærbase Thule Air Base ved Pituffik/Thule i Nordvestgrønland.
For at sikre skibe og fly på vej til og fra Thule Air Base muligheden for at navigere vha. loran-navigationssystemet besluttede det amerikanske militær at opføre et antal loran-stationer primært til dette formål:
I Canada opførtes loran-stationen Cape Christian på Baffinland, og i Grønland opførtes en loran-station ved bugten Nipisat på den sydvestlige del af øen Qeqertarsuaq (dansk: Disko) samt en anden loran-station ved Kap Atholl cirka 25 km sydvest for Thule Air Base.

### Etablering
I sommeren 1952 foretog man undersøgelser med henblik på at finde en egnet placering for en loran-A station på Grønlands vestkyst – mellem den allerede etablerede Frederiksdal Loranstation i det sydligste Grønland og Thule Air Base i nord.
Valget faldt på halvøen Maligiaq ved sydsiden af fjorden Kangerluks/Diskofjords munding.
Grønlands Tekniske Organisation, GTO, og deres tele-afdeling stod for opførelsen af Nipisat Loranstation.
Stationen omfattede:
- Selve loranstationen, inklusive stålmaster til udsendelse af radiosignalerne og sikringsrum; to el-værker, da loranstationer bruger meget strøm; et tankanlæg bestående af fire store brændstoftanke.
- Boligerne til mandskabet bestod af to en-families huse og fem beboelseshuse af ca. 130 m2, med plads til 4 mand pr. hus.
- En messe med køkken; en proviantbygning med vaskeri og fryserum; et tømrerværksted, samt en lagerbygning på ca. 150 m2 i to etager.

Desuden:
- Et vandværk med en vandtank, som skulle rumme vand til hele vinterens forbrug. Der viste sig siden behov for en ekstra vandtank, som blev bygget i 1957. De to vandtanke blev om efteråret fyldt op med vand fra den nærliggende elv Nipisat Kuua, som udmunder i bugten Nipisat.
- En kutterkaj med maskinspil som gav mulighed for optrækning af større både; og 6 km grusvej med tilhørende belysningsanlæg.[9][10]

Stationen blev færdigbygget i 1954 og begyndte at operere fra 8. november samme år.

### Drift og økonomi
Grønlands Tekniske Organisation, GTO, og deres Tele-afdeling forestod den daglige drift.
I 1950'erne var stationen bemandet med cirka 26 ansatte. Mandskabet bestod af: en stationsleder og teknikere, elektrikere, mekanikere, maskinarbejdere, en tømrer, to kokke og en handymand.
Desuden havde nogle af de ansatte mænd deres koner boende på stationen.
Udgifterne til opførelsen af Nipisat Loranstation samt til dens drift og vedligeholdelse finansieredes af den amerikanske kystvagt, US Coast Guard.

### Nedlæggelse
Nipisat Loranstation blev efter lidt mere end 20 års drift nedlagt den 30. juni 1975, samtidig med nedlæggelsen af den canadiske loran-station Cape Christian og loran-stationen ved Kap Atholl nær Thule Air Base. De tre loran-A stationer blev nedlagt, fordi de nyere loran-C stationer erstattede mange af de gamle loran-A stationer.
Efter nedlæggelsen blev stationens bygninger stående, og nogle af bygningerne er – i hvert fald siden 1980'erne – blevet brugt af Arktisk Station i Qeqertarsuaq til blandt andet feltarbejde, samt som lejrskole for skolen i Qeqertarsuaq.